# Хенераліфе
Хенералі́фе (ісп. Generalife, від араб. Jannat al-'Arif — «сад архітектора») — колишня заміська резиденція емірів династії Насридів, що правили Гранадою в XIII — XIV століттях. Сади Хенераліфе розташовані на пагорбі Серро-дель-Соль. Разом зі спорудженою трохи західніше фортецею-резиденцією Альгамбра та житловим районом Альбайсін, які утворюють середньовічну частину міста, Хенераліфе включено до списку світової спадщини ЮНЕСКО як «неоціненний зразок королівських арабських резиденцій середньовічного періоду».

## Опис
Палац і сади були побудовані в період правління Мухаммеда III (1302–1309) і заново декоровані невдовзі після правління султана Ізмаїла I (1313–1324). Комплекс міститт Патіо-де-ла-Асекіа (Patio de la Acequia — «двір струмка»), в якому розташовуються довгий басейн, оточений клумбами, фонтани, колонади та павільйони, а також Хардін-да-ла-Султана (Jardín de la Sultana — «сад султани»), що має другу назву — «кипарисовий двір». Хардін-да-ла-Султана вважається найкраще збереженим садом мусульманської Іспанії. Крім того, сад Хенераліфе — найстаріший зі збережених маврських садів.
Раніше палац Хенераліфе був з'єднаний з Альгамброю критим містком через яр, який зараз їх розділяє.
У садах Хенераліфе росте самшит, кущі троянд, гвоздики та жовтофіоль, а також чагарники: від верб до кипарисів. Сад вважається шедевром арабського садівничого мистецтва, він ілюструє уявний образ раю з Корану. Сучасна частина саду була розбита 1931 року Франциско Прієто Морено та завершена 1951 року. Доріжки забруковані в традиційному гранадському стилі з мозаїкою з камінчиків: білі були зібрані в річці Дарро, а чорні — в річці Геніл.

## Галерея

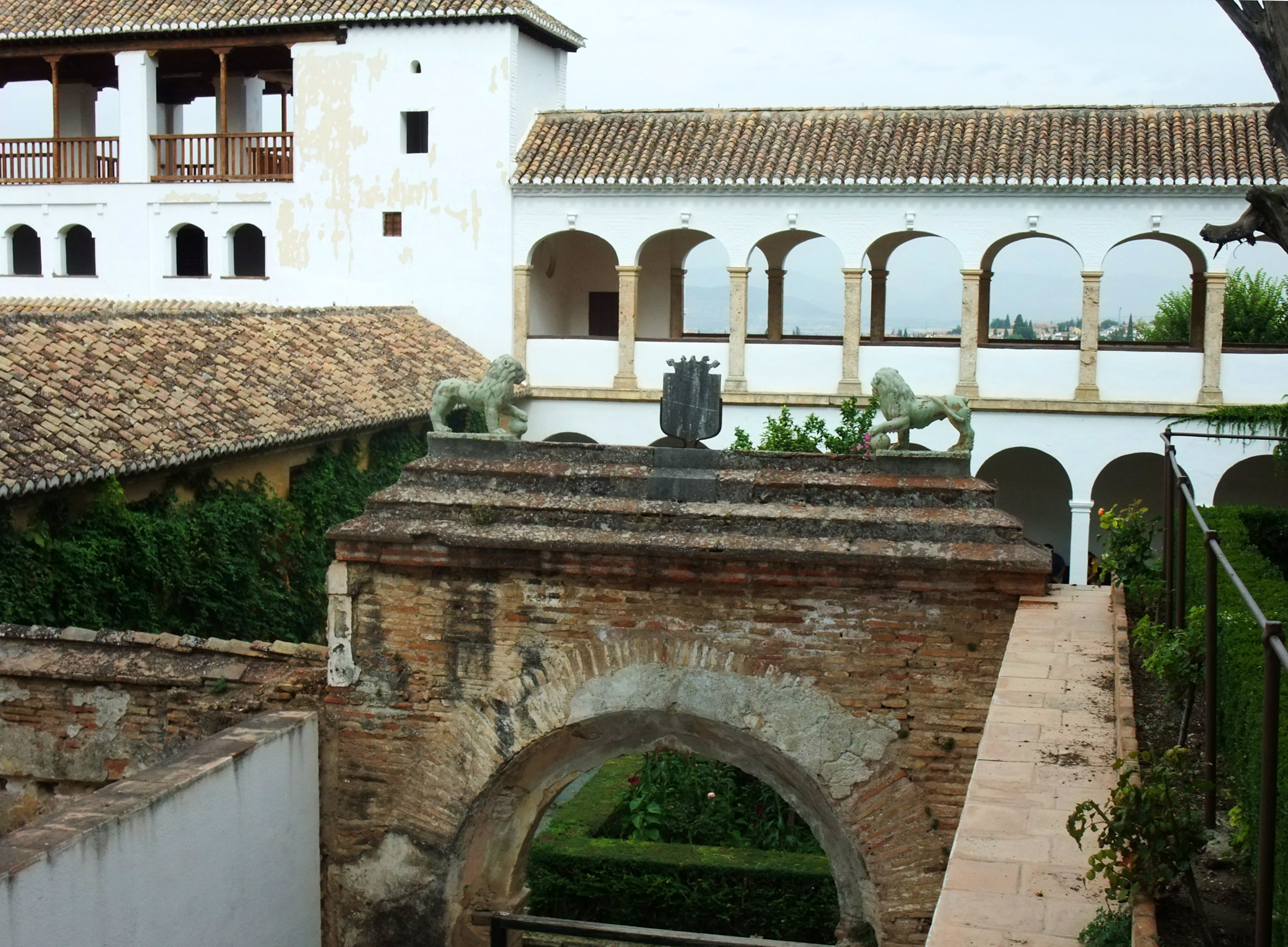
Палац Хенераліфе
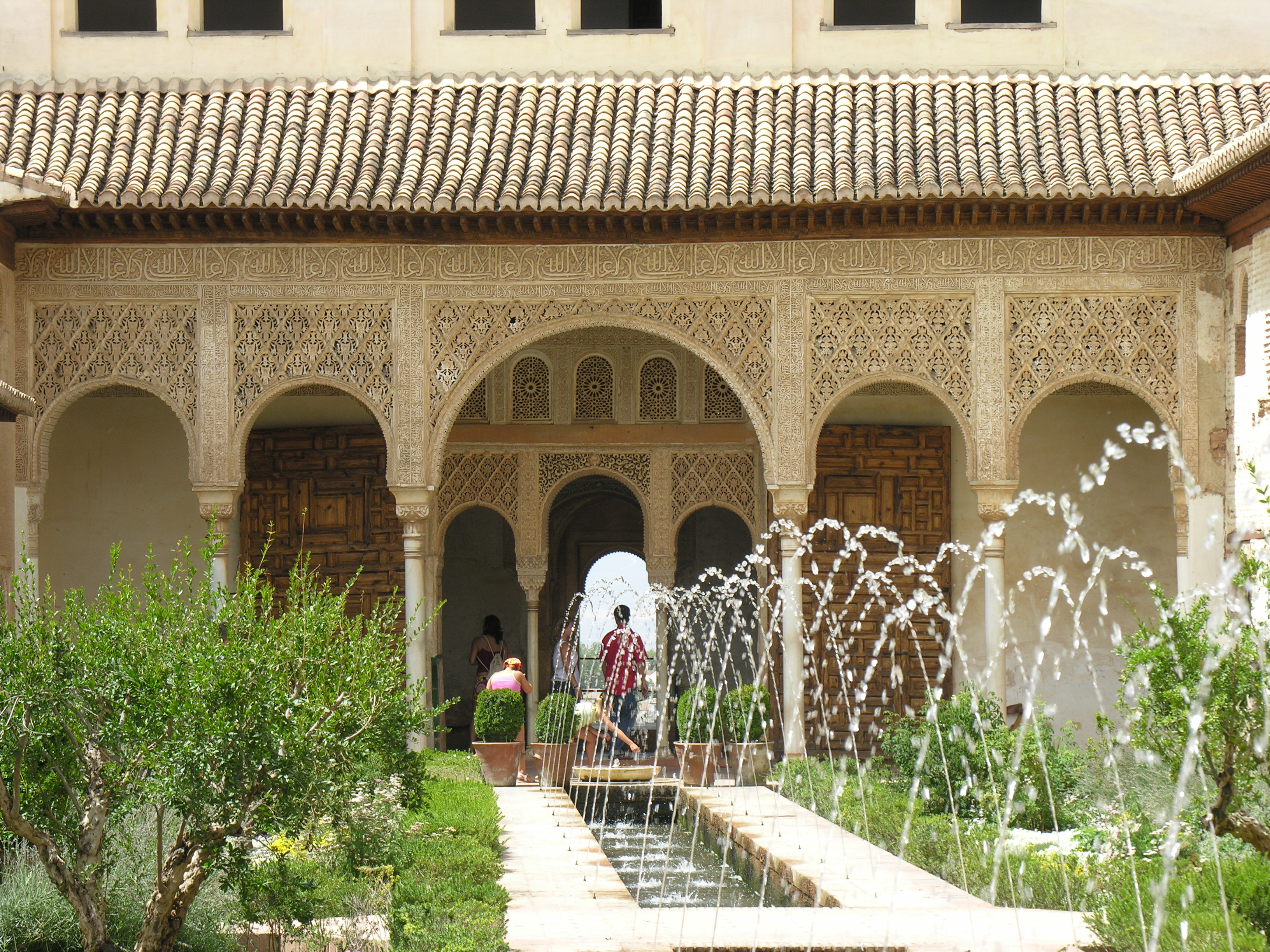
Палац Хенераліфе
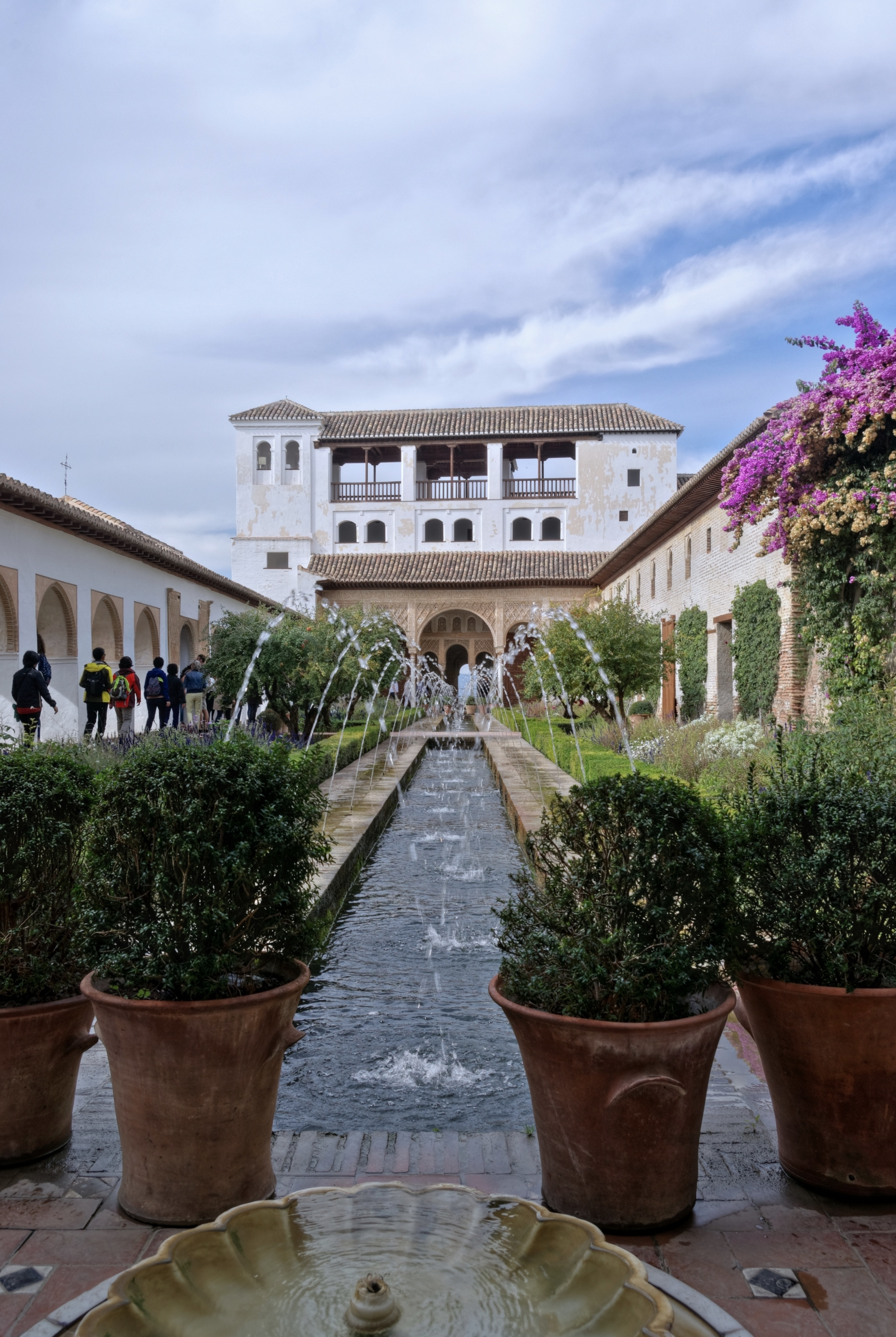
Патіо-де-ла-Асекіа
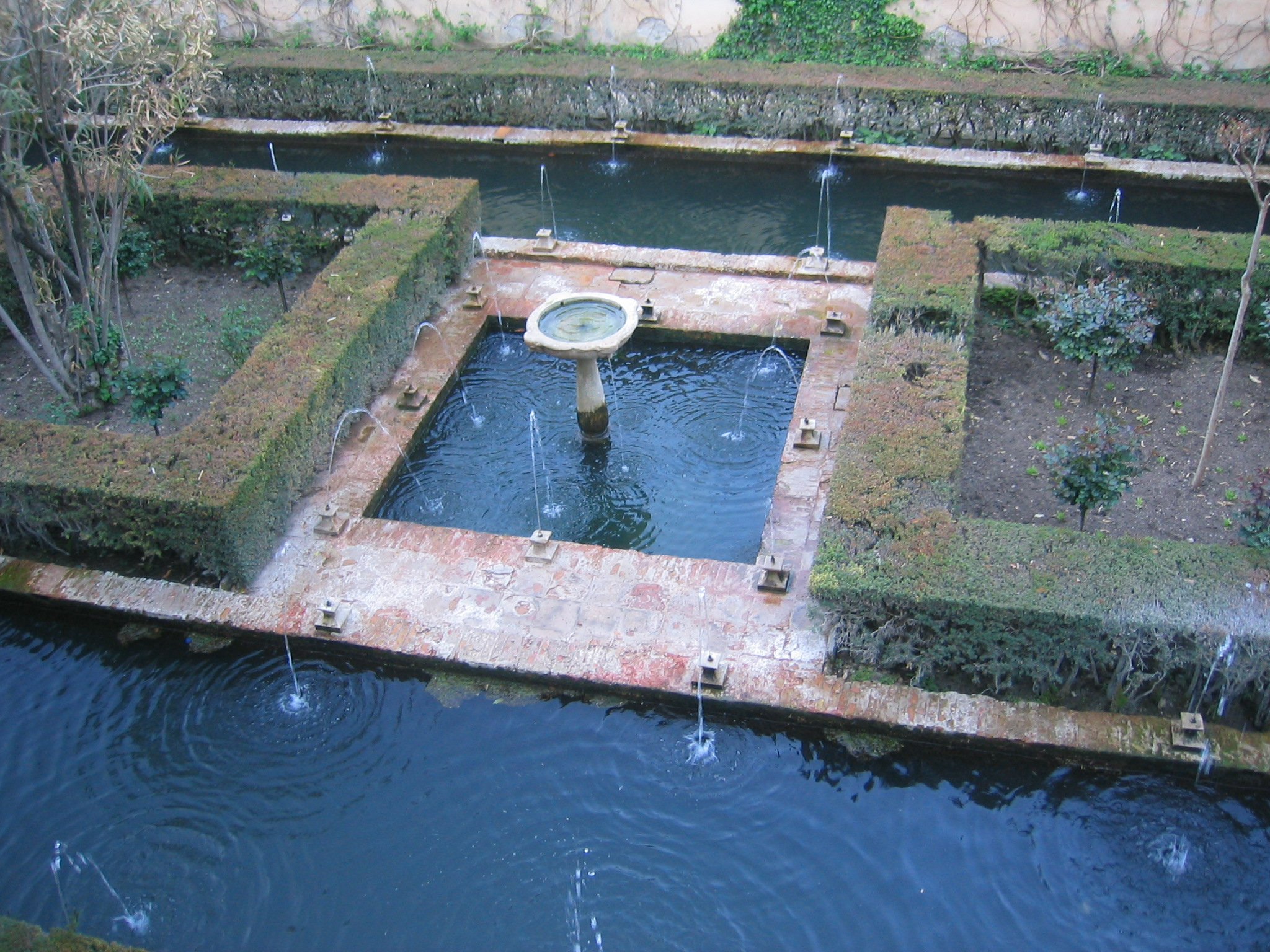
Фонтан в саду султана
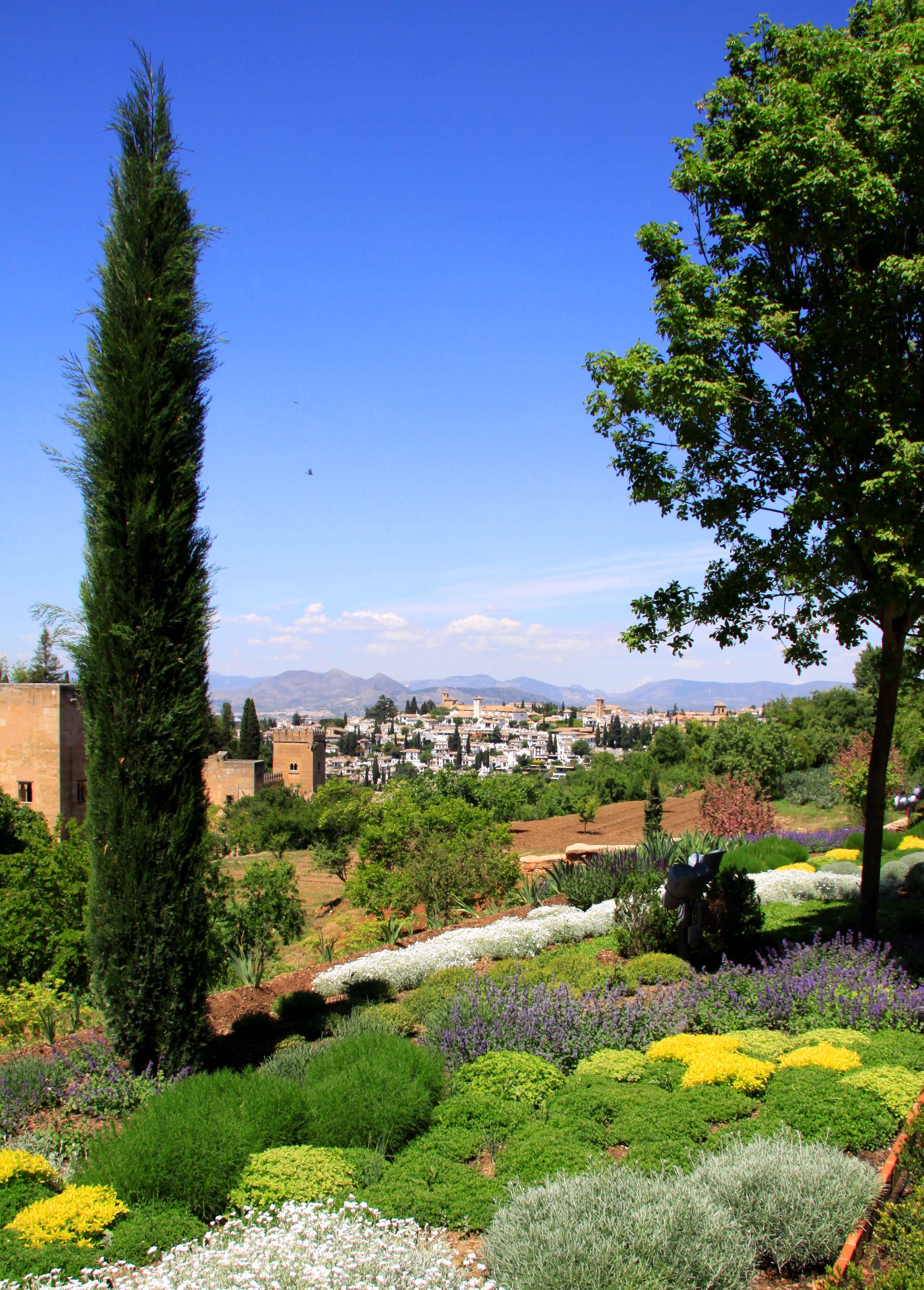
В саду Хенераліфе

## Див.також
- Сад Стародавнього Єгипту
- Сад бароко
- Пейзажний парк